# Jong Tae-se
Jong Tae-se (kor. 정대세, ur. 2 marca 1984 w Nagoi) – północnokoreański piłkarz grający na pozycji napastnika.

## Kariera klubowa
Jong urodził się w Japonii, w mieście Nagoja, w rodzinie pochodzenia północnokoreańskiego. W 2006 roku otrzymał paszport Korei Północnej i mógł zagrać w tamtejszej reprezentacji.
Jong uczęszczał do Chongryon, czyli północnokoreańskiej szkoły na terenie Japonii. Swoją przygodę z piłką nożną rozpoczął na Korea University, mieszczącej się w mieście Kodaira w Japonii. W 2006 roku został piłkarzem klubu japońskiej J-League, Kawasaki Frontale. 18 marca 2006 roku zadebiutował w lidze Japonii w przegranym 0:1 wyjazdowym spotkaniu z Júbilo Iwata. Swojego pierwszego gola w J-League strzelił 19 lipca 2006 w meczu z Kashimą Antlers (4:2). W 2007 roku stał się podstawowym zawodnikiem Kawasaki i w kolejnych trzech sezonach należał do najlepszych strzelców zespołu Frontale. W 2009 roku wraz z Kawasaki wywalczył wicemistrzostwo Japonii. 9 lipca 2010 roku podpisał dwuletni kontrakt z niemieckim drugoligowym klubem, VfL Bochum.
| Sezon     | Klub                    | Kraj             | Rozgrywki     | Mecze | Bramki |
| --------- | ----------------------- | ---------------- | ------------- | ----- | ------ |
| 2006      | Kawasaki Frontale       | Japonia          | J-League      | 16    | 1      |
| 2007      | Kawasaki Frontale       | Japonia          | J-League      | 24    | 12     |
| 2008      | Kawasaki Frontale       | Japonia          | J-League      | 33    | 14     |
| 2009      | Kawasaki Frontale       | Japonia          | J-League      | 29    | 14     |
| 2010      | Kawasaki Frontale       | Japonia          | J-League      | 10    | 5      |
| 2010/2011 | VfL Bochum              | Niemcy           | 2. Bundesliga | 25    | 10     |
| 2011/2012 | VfL Bochum              | Niemcy           | 2. Bundesliga | 14    | 4      |
| 2011/2012 | 1. FC Köln              | Niemcy           | Bundesliga    | 5     | 0      |
| 2012/2013 | 1. FC Köln              | Niemcy           | 2. Bundesliga | 5     | 0      |
| 2013      | Suwon Samsung Bluewings | Korea Południowa | K League 1    | 23    | 10     |
| 2014      | Suwon Samsung Bluewings | Korea Południowa | K League 1    | 28    | 7      |
| 2015      | Suwon Samsung Bluewings | Korea Południowa | K League 1    | 21    | 6      |
| 2015      | Shimizu S-Pulse         | Japonia          | J1 League     | 13    | 4      |
| 2016      | Shimizu S-Pulse         | Japonia          | J2 League     | 37    | 26     |
| 2017      | Shimizu S-Pulse         | Japonia          | J1 League     | 23    | 10     |
| 2018      | Shimizu S-Pulse         | Japonia          | J1 League     | 18    | 3      |
| 2019      | Shimizu S-Pulse         | Japonia          | J1 League     | 13    | 2      |
| 2020      | Shimizu S-Pulse         | Japonia          | J1 League     | 2     | 0      |
| 2020      | Albirex Niigata         | Japonia          | J2 League     | 26    | 9      |
| 2021      | Machida Zelvia          | Japonia          | J2 League     | 33    | 5      |
| 2022      | Machida Zelvia          | Japonia          | J2 League     | 34    | 6      |

## Kariera reprezentacyjna
W reprezentacji Korei Północnej Jong zadebiutował 19 czerwca 2007 roku w wygranym 7:0 meczu z Mongolią. W 2008 roku w Pucharze Azji Wschodniej został królem strzelców. W 2009 roku wywalczył z Koreą awans do Mistrzostw Świata w RPA. W kwalifikacjach do turnieju strzelił jednego gola, w meczu z Iranem (1:2). W trakcie mistrzostw rozegrał trzy mecze w fazie grupowej, zbierając pozytywne recenzje. Na Mistrzostwach Świata 2010 asystował przy bramce Ji Yun Nama podczas spotkania z Brazylią.